# 紅孩児
紅孩児（こうがいじ）は、『西遊記』に登場する神仙で牛魔王と羅刹女の実子である。第40回から第43回に登場。西遊記中の漢詩においては嬰児とよばれ、中国においては子供の姿とされている。作中では聖嬰大王とも名乗っていた。『西遊記』では後に観世音菩薩の弟子となり、善財童子となったとされる。その後、通天河、滅法国のエピソードにも登場（第49回、および第84回）。
六百里鑽頭号山という山の枯松澗火雲洞の主。1丈8尺（≒5.994m）もある火炎槍の使い手。火炎山で300年修行し、三昧真火（煉丹術の内丹術の用語でもある）を会得した。これは呪を唱え目、鼻、口から水では消えない火や煙を出す術である。

## 西遊記

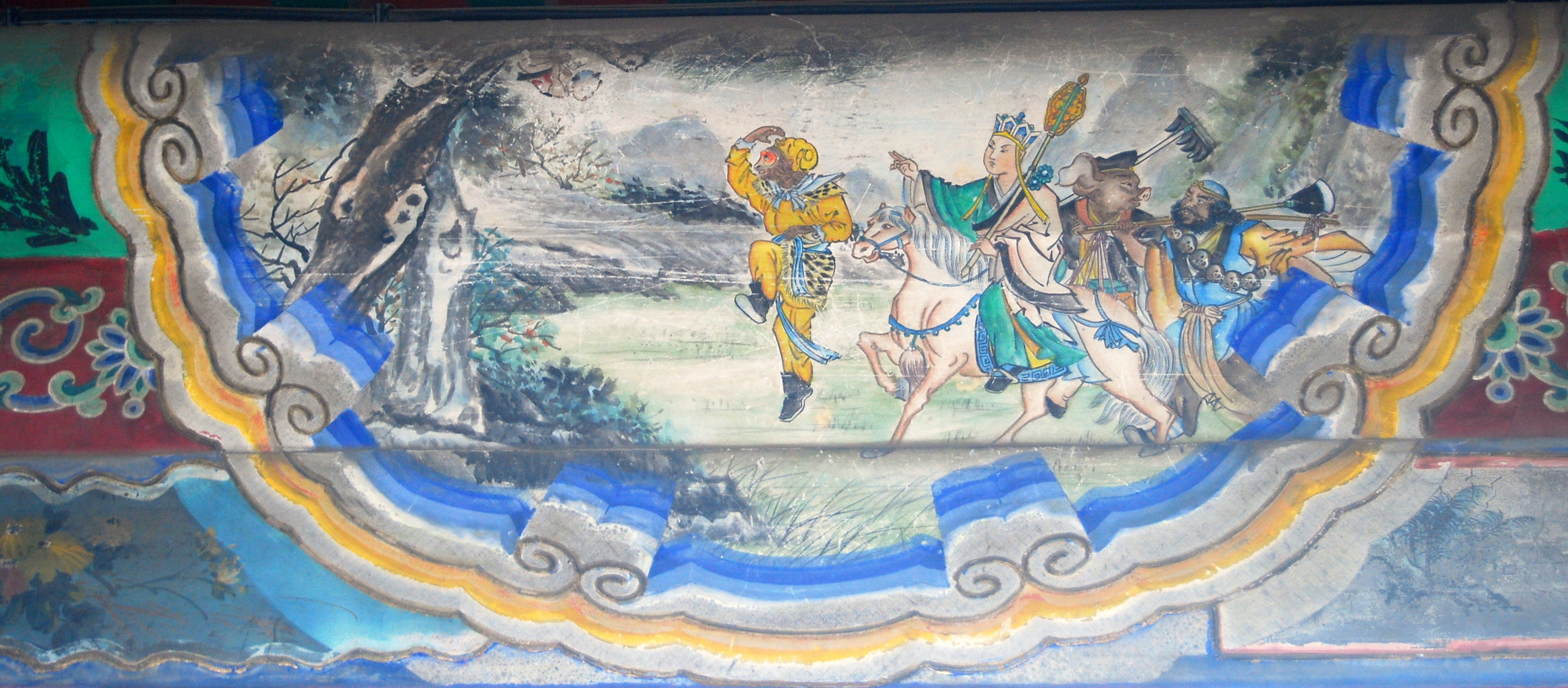
三蔵たちと木に吊るされている紅孩児（頤和園）

烏鶏国を出発した三蔵一行を見つけた紅孩児は、木に自らを吊るし彼らに助けを呼び、自分は賊に一家を襲われここに置き去りにされたと泣きながら訴える。一目で妖怪だと見抜いた孫悟空は無視して通り過ぎようと言うが、妖術を見抜けぬ三蔵は一緒に連れて行くよう命じる。悟空は隙を見て妖怪を殺そうとするが、先手を取った紅孩児は三蔵をさらい飛び去ってしまった。
土地神たちから妖怪の正体を聞いた悟空は「相手が自分の義理の甥（父・牛魔王は「美猴王」と名乗っていた頃の兄貴分）なら話は早い」と、猪八戒とともに火雲洞に向かう。だがそんな事情にも聞く耳を持たない紅孩児は、五行をなぞらえた5台の火車を率いて現れ、三昧真火で二人を追い払ってしまう。火なら水に弱いだろうと、悟空は竜王たちに頼み天から水を降らせるが、まったく効果は無く、そればかりか火から逃げて水に飛び込んだところ急激な温度差で仮死状態となってしまう。八戒の按摩禅法で息を吹き返した彼は、今度は牛魔王に化けて堂々と乗り込みに行くが、怪しんだ紅孩児の質問責めにあい彼の生年月日を答えることができずに再び逃げ帰るはめになった。
悟空が観世音菩薩に力を借りに行くと、わざと負けて自分のところにおびき寄せるように言われる。またしても戦いを挑まれた紅孩児は、逃げる悟空を追って補陀落山まで来るが、観音まで逃げ去ってしまったので、得意になって目の前にある蓮台に戯れに座った。すると蓮台は刀で作られた台に変わり、その刃は紅孩児の両腿に食い込んだ。これはあらかじめ観音が36の天罡刀（てんごうとう）を使って作った罠であった。まったく身動きできなくなった彼は頭、両手、両足に金箍をはめられ取り押さえられ、ついには改心し仏門に入った。だが、このことは後に牛魔王との争いに発展する。

## 古い西遊記
元曲の雑劇『雜劇·楊景賢·西遊記·第三本』第十二折鬼母皈依では紅孩児とは鬼子母神の子である愛奴児の別名である。
太田辰夫の『西遊記の研究』（研文出版　ISBN 4-87636-044-8　1984年（昭和59年））では、上記のことや『銷釈真空宝巻』での西遊記のエピソードが「見妖精 和鬼怪 魑魅成群 羅刹女 鉄扇子 降下甘露 流沙河 紅孩児 地勇夫人」となっている等から紅孩児の母は『銷釈真空宝巻』・『朴通事諺解』にみられる元本西遊記では地湧夫人であり牛魔王と羅刹女の子ではないとの説をとなえた。

## 日本での扱い
日本における西遊記の翻訳・西遊記を原作とした作品においては、割愛される場合が多く、そのため日本での知名度は低い。
日本において西遊記を原作とした作品で登場する際は、原作の設定は無視されている場合が多い。
- 日本テレビのドラマ版『西遊記』においては、子供扱いされると激怒し、妖火・三昧火を操って悟空らを苦しめた。
- フジテレビのドラマ版『西遊記』においては、牛魔王と羅刹女の子という設定はなく、独立した妖怪であり時間を自由に操ることが出来る。

また、原作と同じ牛魔王と羅刹女の子という設定の作品でも、以下の様に他の設定が大きく変えられている。
- SFアニメ『SF西遊記スタージンガー』においては、『キングギューマ』（＝牛魔王）と『クイーンラセツ』（＝羅刹）の息子として『プリンスガイマ』が登場するが、父母の死後に登場するため原作と順序が逆になっている。
- アニメ『ドラえもん』の映画『ドラえもん のび太のパラレル西遊記』ではリンレイと名乗り、素生を隠して玄奘の弟子のふりをしているスパイ。改心した後は玄奘に引き取られ、正式な弟子となった。
- 漫画『最遊記』では妖怪の王子として玄奘一行のライバル的立ち位置である。
- 漫画『ぼくのそんごくう』でも、登場は火焔山の回よりも後になっており、孫悟空に敗れて改心した父も手を焼く「ティーンエイジャー」として描かれる。